# TBSホールディングス
株式会社TBSホールディングス（ティビーエスホールディングス、英: TBS HOLDINGS, INC.、略称：TBSHD）は、東京都港区赤坂に本社を置く、日本の認定放送持株会社。
傘下に関東広域圏を放送対象地域とするテレビジョン放送の特定地上基幹放送事業者である株式会社TBSテレビ、関東広域圏を放送対象地域とする中波放送（AMラジオ）の特定地上基幹放送事業者である株式会社TBSラジオ、BSデジタル放送の衛星基幹放送事業者である株式会社BS-TBSを収めている。
キャッチコピーは「ときめくときを。」。

## 概要
1951年に「株式会社ラジオ東京」として設立、設立当初は一般放送事業者（現：民間特定地上基幹放送事業者）として中波放送事業を、1955年にアナログテレビジョン放送を開始。在京民間放送唯一のラテ兼営局となり、コールサインの「JOKR」からラジオは「KRラジオ」、テレビは「KRテレビ」と称した。
1960年10月10日には東京証券取引所に株式を上場。同年11月29日に商号を「株式会社東京放送」（とうきょうほうそう、英: Tokyo Broadcasting System, Inc.）、略称を「TBS」に変更した。
2000年3月21日、東京放送は経営の効率化を目的に、ラジオ放送制作部門とテレビ番組制作部門を子会社に分割、2001年10月1日、ラジオ放送制作子会社の「株式会社TBSラジオ&コミュニケーションズ（現：TBSラジオ）」に中波放送免許を承継し、中波放送事業を完全分割した。この動きは将来の持株会社制への移行を想定したものといわれている。
2009年4月1日、「株式会社東京放送ホールディングス」（とうきょうほうそうホールディングス、英: Tokyo Broadcasting System Holdings, Inc.、通称表記：TBSホールディングス）に商号変更、放送免許の承継を含むテレビジョン放送事業及び文化事業の現業一切を連結子会社である株式会社TBSテレビに分割して純粋持株会社化し、総務大臣から認定された日本で2番目の認定放送持株会社となった。
2020年4月1日、TBSグループの新CI導入によるロゴ変更に伴い、東京放送ホールディングスも新CIが導入されロゴも一新した。同時に、従前から使用されていたシンボルマーク「ジ〜ン」も使用終了となった。
2020年10月1日、「株式会社東京放送ホールディングス」の略称および通称として用いてきた「株式会社TBSホールディングス」に商号変更。これにより、60年にわたり掲げ続けてきた「東京放送」の名が、東京放送健康保険組合、東京放送診療所、TBSテレビの英文社名「TOKYO BROADCASTING SYSTEM TELEVISION, INC.」を残し消滅した。

### テレビ放送事業
テレビ放送事業は2004年10月1日付で、先に制作会社として設立されていた「株式会社TBSテレビ」（「株式会社TBSエンタテインメント」から商号変更）に、放送（送信）と経理以外のテレビ放送事業の現業全般を業務委託した。これにより、東京放送自身では番組制作を一切行わないこととなり、実質的にテレビ放送事業を分社化していた。業務委託化に伴い、東京放送所属のアナウンサーがTBSテレビへ出向となり、翌年から入社のアナウンサーはTBSテレビへの採用となった。
2009年4月の放送持株会社移行の際、放送免許の承継を含めテレビ放送事業の全てをTBSテレビに分割した。同時に、東京放送からTBSテレビに出向していたアナウンサーは同日を以て、全員がTBSテレビへ転籍扱いとなった。

### ラジオ放送事業
ラジオ放送事業は2001年10月1日付で、先に制作会社として設立されていた「株式会社TBSラジオ&コミュニケーションズ」に、放送免許承継を含め全事業を分割した。
2009年4月の放送持株会社移行の際、デジタルラジオ事業の運営をTBSラジオ&コミュニケーションズから当社へ移管した。
2016年4月1日付で、「株式会社TBSラジオ&コミュニケーションズ」から、対外呼称・呼出名称に揃える形で商号を「株式会社TBSラジオ」に変更した。
ラジオ送信所の保守管理は、分社後も東京放送が引き続き受託していたが、2009年4月の放送持株会社移行後はTBSテレビに移管して引き続き委託していた。現在は、自社で保守管理を行っている。
アナウンス業務も同様に、東京放送→TBSテレビ所属のアナウンサーが行っているため、自社ではアナウンサーの雇用を行っていない。
本来の略称は「TBS R&C」→「TBS R」であるが、本来TBSテレビ（ともすれば当社も）が使っている略称とまとめられる形で「TBS」と略される（radikoにおける放送局記号も「TBS」である）ため、本来の略称は全く定着していない。また、競合局のニッポン放送（LF）や文化放送（QR）と同じ法則で、コールサインを略した「KR」も使われていることがある。

### 文化事業
赤坂サカスのイベント、赤坂BLITZ・赤坂ACTシアターの運営や、各種催事の開催等の文化事業は2009年4月の持株会社制移行の際に全事業をTBSテレビに分割した（赤坂サカス各施設の所有・不動産管理は当社が引き続き行う）。

## 沿革

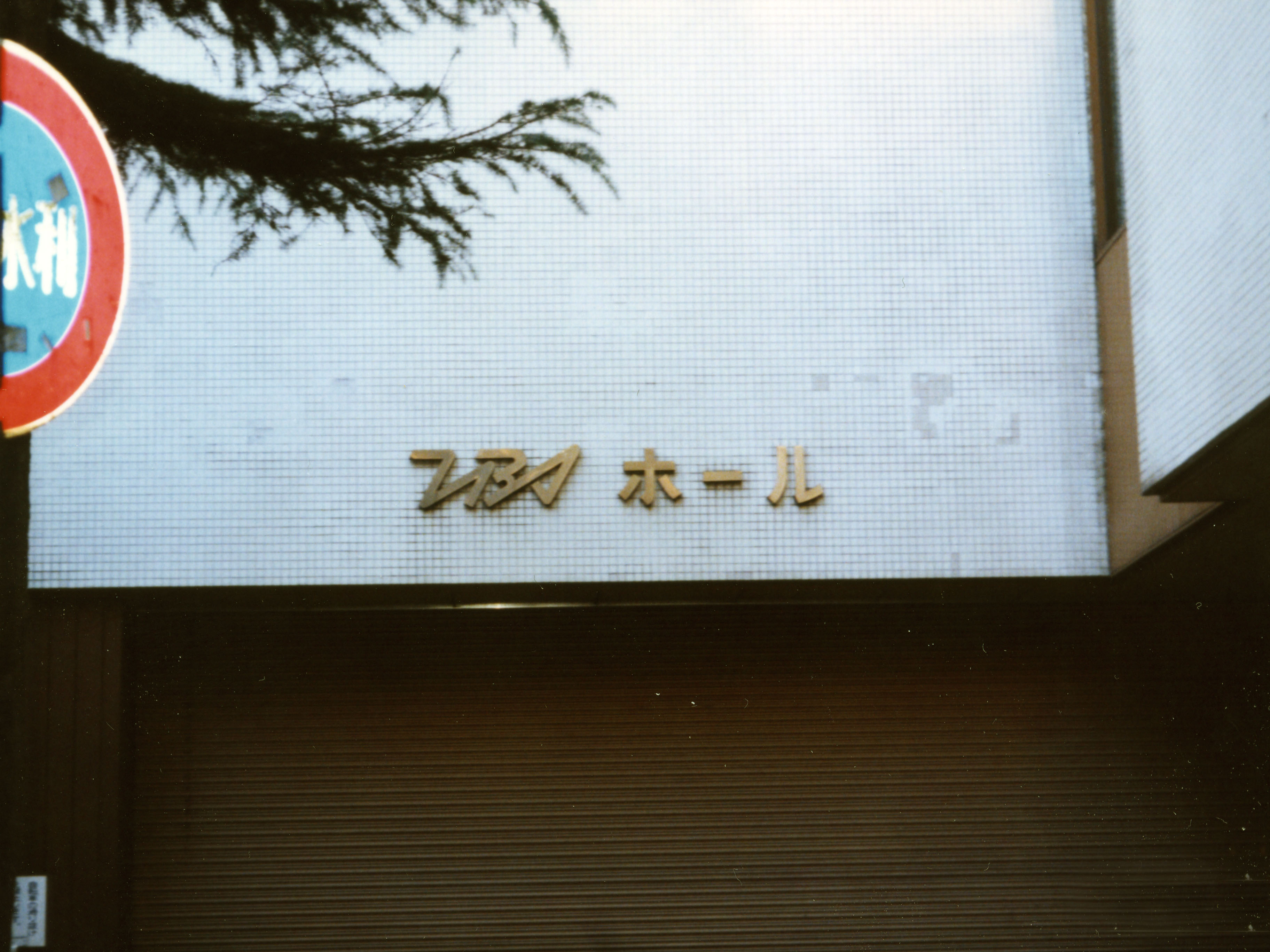
TBSホール（1989年11月11日撮影）

TBSテレビに関する事項はTBSテレビ#沿革を、TBSラジオに関する事項はTBSラジオ#沿革を参照。
- 1951年（昭和26年）
  - 5月10日、東京都千代田区霞ヶ関に資本金1億5000万円で株式会社ラジオ東京設立（設立登記完了は5月17日）。初代社長は元王子製紙社長の足立正。元々、朝日新聞社により計画された「朝日放送」（大阪の朝日放送と同時期に東京で開局を目指した放送局）、毎日新聞社により計画された「ラジオ日本」（現在のアール・エフ・ラジオ日本〈旧ラジオ関東〉とは別）、読売新聞社により計画された「読売放送」、日本電報通信社（現在の電通）により計画された「東京放送」を一本化する形で設立された[9]。
  - 12月25日、東京都千代田区有楽町一丁目（現在「新有楽町ビルヂング」がある位置）の毎日新聞東京本社新館[注釈 7] 内のスタジオより全国6番目、関東地方では初となる民間中波ラジオ放送の本放送開始（コールサインJOKR、周波数1130kc、出力50kW）。
- 1953年（昭和28年）
  - 8月、周波数を950kcに変更。
  - 12月、"KRT"を略称とする。Kabushikigaisha Radio Tokyoから由来するが、テレビ放送開始をにらんだJOKR-TVにもちなんだともいわれる。実際その通りになったが、世間一般にはほとんど浸透していなかった。
- 1955年（昭和30年）4月1日、東京都港区赤坂一ツ木町36番地（現：赤坂五丁目、近衛歩兵第3連隊兵営跡地）に旧放送センター・テレビスタジオが完成、10時30分から地上アナログテレビジョン放送の本放送開始（呼出符号JOKR-TV、チャンネル6、映像出力10kW、音声出力5kW）。送信所も同所。当時のラテ欄や雑誌の番組紹介では「ラジオ東京テレビ」や「KRテレビ」の名称が使われた。
- 1959年（昭和34年）8月1日、皇太子ご成婚パレード中継での取材協力を機に、NHKに対抗する日本初のニュースネットワークとして「ジャパン・ニュース・ネットワーク」（略称：JNN）を結成。JNN協定を締結。
- 1960年（昭和35年）
  - 1月17日、テレビ送信所を旧放送センターから東京タワーに移転。映像出力50 kW、音声出力12.5 kWに増力。
  - 9月10日、カラーテレビ本放送を開始。カラー放送は開始当初1日平均5分のフィルムによる番組しか行っておらず、カラーVTRを同社はまだ使っていなかった。ちなみにNHK、日本テレビと共に東京地区では初だった。
  - 10月10日、東京証券取引所第一部に株式を上場。

最初期のサービス用ロゴとして使用されたTBSロゴ
（1960年11月29日 - 1961年7月31日）

- - 11月29日、株式会社東京放送に商号変更し、略称をTBSとする。同時に、「東京テレビ」「東京ラジオ」[注釈 8] という呼称を公式に採用した[10] ものの、定着には至らなかった。

- 1961年（昭和36年）

TBS 筆記体ロゴ
（1961年8月1日 - 1991年9月29日）

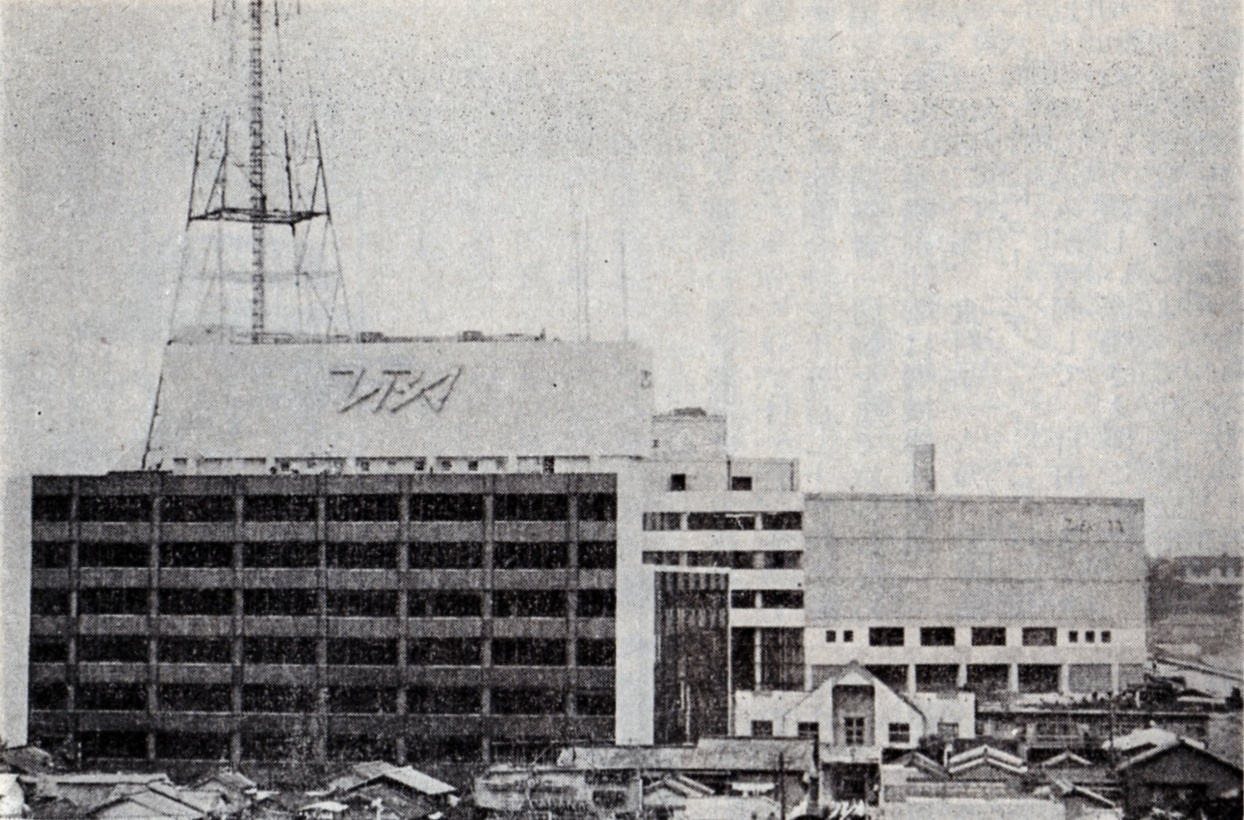
旧社屋竣工当時の外観（1961年）

  - 8月、電波を象徴した新社名ロゴタイプ（2代目TBSロゴ・筆記体）制定。（デザイン:今道潤三、制作:市川景）
  - 9月、コーポレートカラー「光の3原色（青・赤・緑＝能力・熱意・責任）」制定。車両の塗装等に使用開始。
  - 10月、「光の3原色」による社旗、社章（バッジ）制定。
  - 10月12日、赤坂のテレビスタジオ隣に本社社屋完成。ラジオスタジオおよび本社機構を移転。
  - 12月1日、社名呼称をTBSに統一（公用文等を除き、原則「東京放送」を使用しない）[注釈 10]。
  - 12月24日 - 創立10周年記念企画として、「TBSソング」（中村メイコ作詞・神津善行作曲）の放送を開始。
- 1965年（昭和40年）5月2日、ラジオネットワーク「ジャパン・ラジオ・ネットワーク」（略称：JRN）を結成。
- 1969年（昭和44年）9月、米・エンサイクロペディア・ブリタニカ社からの打診を受け、TBSブリタニカを設立[注釈 11]。
- 1971年（昭和46年）11月、ラジオの出力を100kWに増力。
- 1973年（昭和48年）12月20日、読売新聞社・朝日新聞社・毎日新聞社の3社首脳間で日本テレビとTBSの新聞資本を統一する合意が成立。翌1974年（昭和49年）2月、創立時からの新聞資本が毎日新聞社だけになる。
- 1974年（昭和49年）11月18日、近畿地方のテレビネット準キー局が、これまでの朝日放送（ABC）から毎日放送（MBS）にネットチェンジすることで基本合意。ABCはこれまでMBSとネットを組んでいた日本教育テレビ（NET。現：テレビ朝日）とネットを組むことになる。ラジオについては引き続きABC・MBSともJRN加盟を継続するがニュース番組についてはABCからMBSへ移行することになった。
- 1975年（昭和50年）3月31日、テレビにおけるTBS-MBSの新ネットワークがスタート。
- 1977年（昭和52年）、毎日新聞がTBS株を放出。以来、TBSは新聞色の薄い局となる。
- 1978年（昭和53年）11月23日、国際電気通信連合（ITU）の取り決めで、ラジオの周波数が9kHzステップへ移行。それに伴い、午前5時をもってラジオの周波数を「954 kHz」に変更。
- 1981年（昭和56年）3月、横浜市緑区（現：青葉区）緑山に緑山スタジオ・シティ完成。
- 1990年（平成2年）12月2日、創立40周年事業として、宇宙特派員・秋山豊寛を乗せた宇宙船（ソユーズ）をソ連・カザフのバイコヌール宇宙基地から打ち上げる（「TBS宇宙プロジェクト」）。
- 1991年（平成3年）
  - アメリカ・CBSテレビ（パラマウント・グローバル）との間でニュース報道における独占包括契約を締結[11]。
  - 9月30日、新CI（3代目TBSロゴ・ミクロコスモス）導入。これに伴い、筆記体マークを廃止。

- 1994年（平成6年）

ローマン体ロゴ（1994年1月17日 - 2020年3月31日）

  - 1月17日、CIを再び変更（4代目TBSロゴ・Times New Romanの太字[12]）。事実上、従来のミクロコスモスは廃止となった。
  - 10月3日、新放送センターが完成。「ビッグハット」と名付けられた。
- 1998年（平成10年）4月1日、CSテレビチャンネル「JNNニュースバード」放送開始（2006年4月「TBSニュースバード」に名称変更、後に「TBS NEWS (CS放送)」に変更）。
- 2000年（平成12年）
  - 2月、TBSグループ、JNN、TBSネットワークの共通新シンボルマークとして、漢字の“人”をモチーフにした「ジ〜ン」（一般公募）を制定。
  - 3月21日、ラジオ現業部門を行う株式会社TBSラジオ&コミュニケーションズ（現：株式会社TBSラジオ）、テレビの娯楽番組制作を行う 株式会社TBSエンタテインメント、テレビのスポーツ番組制作を行う株式会社TBSスポーツの3つの連結子会社を設立・分社化し事業を分割。
  - 12月1日11時、系列のBSデジタル放送「BS-i」（デジタルBS6Ch、現・「BS-TBS」）放送開始。
- 2001年（平成13年）
  - 3月1日、情報番組・情報生番組の制作を行う連結子会社 株式会社TBSライブを設立・分社化し事業を分割。
  - 10月1日、中波放送局の免許（コールサイン：JOKR）を株式会社TBSラジオ&コミュニケーションズに承継。これに伴いテレビ単営局となり、コールサインも変更（JOKR-TV→JORX-TV。呼出名称も「東京放送」から「TBSテレビジョン」に変更）。
- 2002年（平成14年）7月1日、CSテレビチャンネル「TBSチャンネル」放送開始。
- 2003年（平成15年）
  - 7月1日、系列会社の株式会社木下プロダクションを商号変更・連結子会社化、事実上の第二エンタテインメント制作分社となる株式会社ドリマックス・テレビジョンを設立。
  - 12月1日11時、地上デジタルテレビジョン放送の本放送開始（当初は簡易マスターで対応。アナログ放送は既存のマスターを継続使用）。
- 2004年（平成16年）10月1日、TBSエンタテインメントを存続会社とし、TBSスポーツ、TBSライブのテレビ子会社3社を合併・統合したテレビ制作事業子会社 株式会社TBSテレビを設立。同時にアナウンサーが同社へ出向扱いとなる。
- 2005年（平成17年）
  - 7月20日、カルチュア・コンビニエンス・クラブ（CCC）/TSUTAYAと共同で、DVDソフトの市場拡大に対応する映像ソフト事業の強化とモバイルやインターネットを利用したコンテンツ事業の拡大を目的とした企画会社「TCエンタテインメント株式会社」の設立を発表。
  - 8月31日、ADSL事業を行うイー・アクセス（ワイモバイルを経て、現・ソフトバンク）の子会社で携帯電話などのモバイルブロードバンド通信事業を行うイー・モバイル（イー・アクセスを経て、現・ソフトバンク）に100億円の出資を行うと発表。
  - 9月2日、三井物産と、2006年（平成18年）春スタートの携帯電話向け地上デジタル放送（ワンセグ放送）のデータ放送領域を活用した新サービスを検討する企画会社を「TMモバイル企画」（仮称）を9月下旬に都内に設立することで合意。
  - 11月1日、PCおよびSTB利用によるブロードバンドテレビ向けの動画オンデマンド配信サービス「TBS BooBo BOX」を開始。
- 2006年（平成18年）4月1日、地上デジタルテレビジョンワンセグの本放送を開始。
- 2008年（平成20年）
  - 3月20日、旧社屋跡地で行われていた再開発計画・赤坂サカスが竣工・グランドオープン。
  - 9月1日、PCおよびSTB利用によるブロードバンドテレビ向けの動画オンデマンド配信サービス「TBS BooBo BOX」をTBSオンデマンドにリニューアル。
  - 7月31日、アジアリテールホールディングス有限会社（日興プリンシパル・インベストメンツ株式会社100%出資）が保有する発行済普通株式の51%を取得し、株式会社スタイリングライフ・ホールディングスを連結子会社とする。
- 2009年（平成21年）4月1日、株式会社東京放送ホールディングスに商号変更し放送持株会社体制に移行、同時にテレビ放送免許の承継を含むテレビ放送事業と文化事業の現業全てをTBSテレビに分割[注釈 12]。関連会社であるBSデジタル放送局のビーエス・アイの商号を株式会社BS-TBSに、チャンネル名もBS-TBSに変更。また、デジタルラジオ事業の運営を子会社のTBSラジオ&コミュニケーションズから当社へ移管[7]。
- 2011年（平成23年）
  - 7月1日、持分法適用会社であったBS-TBSを連結子会社とする。
  - 12月2日、横浜ベイスターズの株式の大半をディー・エヌ・エー(DeNA)に売却し、球団経営から撤退。球団主催試合の放映権については継続保有。
  - 12月3日、スマートフォン等モバイル端末向けの新コンテンツの開発・提供とインターネットや放送を通じたアジア向け映像と情報の発信について、日本経済新聞社、毎日新聞社、テレビ東京ホールディングス、NTTドコモ、三井物産と業務提携を行うと発表。
- 2015年（平成27年）4月1日、連結子会社であったBS-TBSを株式交換により完全子会社化。
- 2016年（平成28年）4月1日、子会社のTBSラジオ&コミュニケーションズの商号を株式会社TBSラジオに変更[13]。
- 2017年（平成29年）ラジオの野球中継を撤退したため、エキサイトベースボールの放送を終了。なお、JRN系列局向けに裏送りで横浜DeNAベイスターズ戦（ホームゲーム）の中継を2022年まで継続。
- 2017年（平成29年）
  - 7月3日、日本経済新聞社、テレビ東京ホールディングス、WOWOW、電通、博報堂DYメディアパートナーズとともに、共同出資によるインターネットで動画を有料配信する新会社「プレミアム・プラットフォーム・ジャパン」を設立[14]。2018年4月より「Paravi（パラビ）」として番組提供を開始。
  - 12月26日、アニメ制作会社のセブン・アークスグループ3社（有限会社アークトゥールス、株式会社セブン・アークス、株式会社セブン・アークス・ピクチャーズ）を完全子会社化すると発表[15]。
- 2018年（平成30年）5月10日、番組制作に関する新会社として株式会社TBSコンテンツ・プロダクト（同年11月15日に株式会社TBSスパークルへ商号変更）、映像・文化に関する新会社として株式会社TBSトータル・メディア（同年12月21日に株式会社TBSグロウディアに商号変更）をそれぞれ設立し、その後既存の番組制作及び映像・文化に携わる子会社を順次新会社に合併していく計画を発表[16]。
- 2019年（平成31年／令和元年）
  - 1月1日、TBSスパークルが、TBSビジョン、ドリマックス・テレビジョンなど11社を吸収合併[17]。
  - 1月30日、「赤坂エンタテインメント・シティ構想」を発表し、三菱地所と共同で赤坂二・六丁目地区開発計画を推進する[18]。
  - 4月1日、TBSグロウディアが、TBSサービス、TBSプロネックス、TBSトライメディアなど7社を吸収合併。

- 2020年（令和2年）

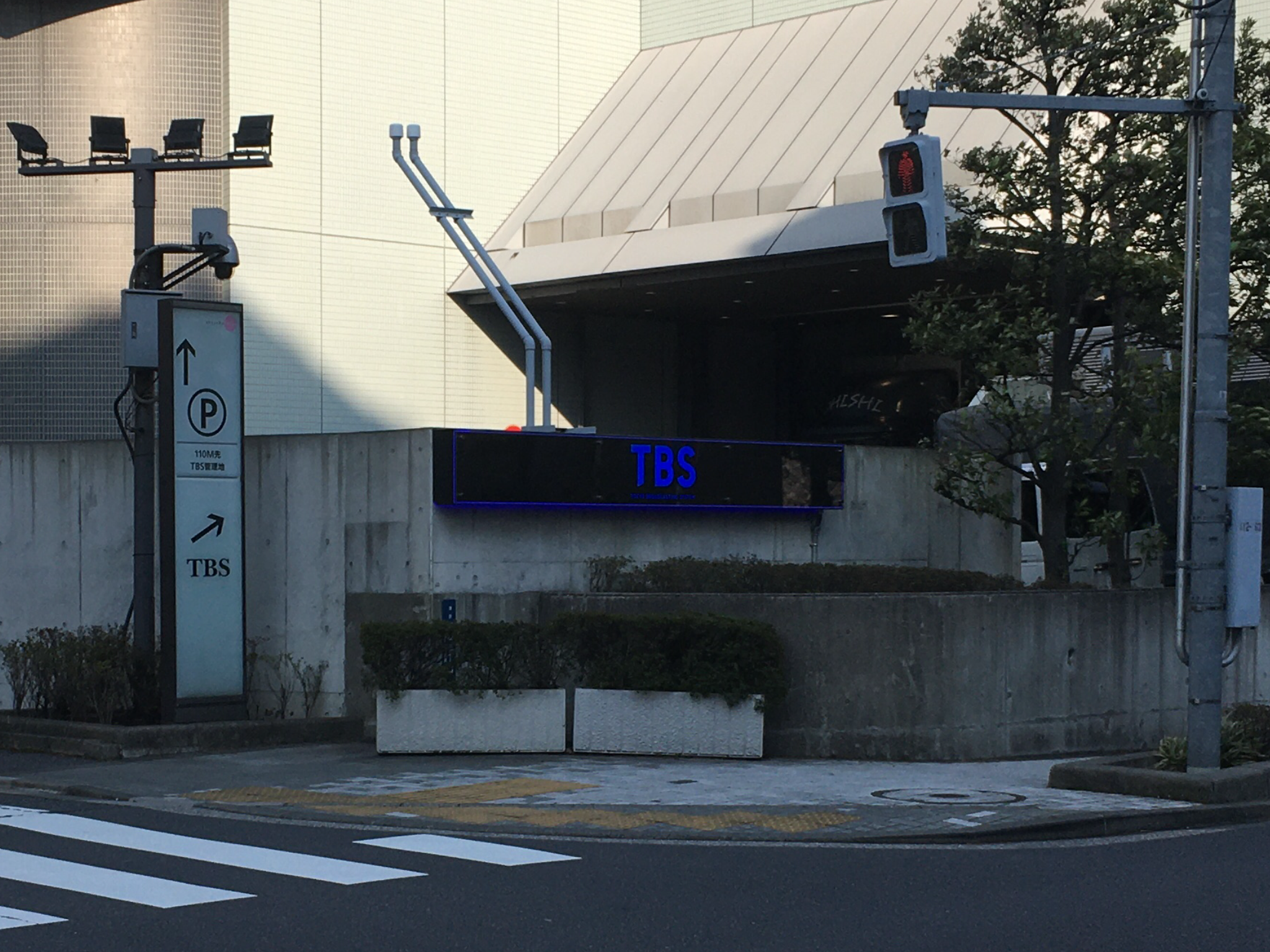
ロゴ変更後の社屋業務用出入口付近。写真左側の看板に旧ロゴが、写真右側の看板には新ロゴが掲示されておりロゴが混在している様子。

現行のグループ共通ロゴ
（2020年4月1日 - 現在）

  - 4月1日 - 開局70周年を控え、新CIを導入し、コーポレートロゴを一新した[19][注釈 13]（5代目TBSロゴ・ただし、実際のテレビとラジオ番組内での新CIの使用は同年3月30日から先行的に使用）。
  - 6月 - 技術・美術・CG関連部門の子会社再編を目的として株式会社TBSアート&テクノロジー（2021年1月15日に株式会社TBSアクトへ商号変更）を設立。その後同業務に属する子会社を吸収合併する[20]。
  - 10月1日 - 株式会社東京放送ホールディングスから株式会社TBSホールディングスに商号変更[21]。これに伴い、ロゴフォントは「Times New Roman」から「TBS Sans TP」に変更された。
  - 11月 - SDGsプロジェクト番組キャンペーン「地球を笑顔にするWEEK」をスタート。以後、毎年開催。
- 2021年（令和3年）
  - 4月1日  -  TBSアクトが、赤坂グラフィックスアート、OXYBOT、東通など12社を吸収合併[22]。
- 2022年（令和4年）
  - 1月- グローバル市場に向けたコンテンツの企画開発や製作を行うため株式会社THE SEVENを設立[23]。
  - 4月- 東京証券取引所の市場区分の見直しにより、東京証券取引所の市場第一部からプライム市場に移行。
  - 11月1日-  Netflixと5年間の戦略的提携契約を締結[23]。
- 2023年（令和5年）
  - 6月29日 - アドバンテッジ パートナーズが保有しているやる気スイッチグループホールディングスの全株式を取得し、傘下に収める。[24][25]。
  - 6月30日 - ParaviとU-NEXTのサービス統合に伴い、U-NEXTから同社株式20%分を取得すると同時に、パートナーシップ協定を6月29日付で締結[26]。
- 2024年（令和6年）
  - 1月25日 - アニメーションIP開発、および映像コンテンツの共同製作を主軸に据えることを前提に松竹株式会社との資本業務提携を結ぶ[27]。
  - 7月12日 - TBSグループ全体のコーポレートキャラクターとして、雲をモチーフとしたマスコットキャラクター「ワクティ」を制定[28]。
- 2025年（令和7年）
  - 4月10日 - 東京証券取引所グロース市場上場のデジタルマーケティング会社WACULに対し、株式公開買い付け（TOB）を実施すると発表[29][30]

## コールサインの変遷
| 期間            | 期間            | ラジオ       | ラジオ                         | テレビ       | テレビ     | 変更理由               |
| 期間            | 期間            | コールサイン | 免許人                         | コールサイン | 免許人     | 変更理由               |
| --------------- | --------------- | ------------ | ------------------------------ | ------------ | ---------- | ---------------------- |
| 1951年 12月25日 | 1955年 3月31日  | JOKR         | ラジオ東京                     | （未開局）   | （未開局） | ラジオ本放送開始       |
| 1955年 4月1日   | 1960年 11月28日 | JOKR         | ラジオ東京                     | JOKR-TV      | ラジオ東京 | テレビ本放送開始       |
| 1960年 11月29日 | 2001年 9月30日  | JOKR         | 東京放送                       | JOKR-TV      | 東京放送   | 社名変更               |
| 2001年 10月1日  | 2003年 11月30日 | JOKR         | TBSラジオ&コミュニケーションズ | JORX-TV      | 東京放送   | ラジオ分社化           |
| 2003年 12月1日  | 2009年 3月31日  | JOKR         | TBSラジオ&コミュニケーションズ | JORX-(D)TV   | 東京放送   | デジタルテレビ放送開始 |
| 2009年 4月1日   | 2011年 7月24日  | JOKR         | TBSラジオ&コミュニケーションズ | JORX-(D)TV   | TBSテレビ  | テレビ分社化           |
| 2011年 7月25日  | 2016年 3月31日  | JOKR         | TBSラジオ&コミュニケーションズ | JORX-DTV     | TBSテレビ  | アナログテレビ停波     |
| 2016年 4月1日   | 現在            | JOKR         | TBSラジオ                      | JORX-DTV     | TBSテレビ  | ラジオ社名変更         |

- 分割スキームは、TBSラジオ・TBSテレビ共に番組制作会社から放送事業者への事業転換である。
- 委託放送事業者→衛星基幹放送事業者のBS-TBSは受託放送事業者→基幹放送局提供事業者の放送衛星システム（B-SAT）が一括して管理しているため、他のBSデジタル放送局全局と同様に単体のコールサインはない。

## 事業所
- 本社

東京都港区赤坂5丁目3-6 TBS放送センター（赤坂サカス）
- 関西支社

大阪府大阪市北区梅田2丁目5-25 ハービスOSAKAオフィスタワー11階
- 名古屋支局

愛知県名古屋市中村区名駅1丁目1-1 JPタワー名古屋12階

## 組織
- 株主総会
- 取締役会
- 代表取締役社長
- 監査役会
- グループ経営戦略会議
- HD総合メディア会議
- 社長室
- 業務監査室
- 法務・コンプライアンス統括室
- 総務局
- 経理局
- 人事労政局
- 経営企画局
- 総合編成局
- グループデザイン局
- メディア企画室
- 情報システム局
- 総合マーケティングラボ
- TBSグループユニバーシティ室

## 主な人物

### アナウンサー
前述の通り全員がTBSテレビに所属しているため、TBSラジオとBS-TBSでのアナウンス業務にはTBSテレビから出向して従事する。
なお同様の体制は、STVラジオ（札幌テレビ放送から出向）、CBCラジオ（CBCテレビから出向）、朝日放送ラジオ&スカイA（朝日放送テレビから出向）、MBSラジオ&GAORA（毎日放送〈MBSテレビ部門が残る新法人〉から出向）でも採用されており、事実上のラテ兼営局共通の特徴と化している。

### アナウンサー以外の著名社員
※詳細なプロフィールはリンク先を参照。
現在
- 藤丸真世 - 元シンクロナイズドスイミング選手。現役引退後に入社。スポーツ局所属。

過去
- 秋山豊寛 - 1990年、ソビエト連邦の宇宙船ソユーズTM-11に搭乗。
- 井沢元彦 - 作家。
- 石井ふく子 - ドラマプロデューサー。
- 小渕優子 - 2000年から自民党衆議院議員（8期目）。麻生内閣にて特命担当大臣（男女共同参画・少子化対策）、第2次安倍改造内閣で経済産業大臣。
- 久世光彦 - 演出家、プロデューサー。
- 小杉隆 - 元東京都議会議員（4期）、元衆議院議員（8期）。第2次橋本内閣で文部大臣。
- 実相寺昭雄 - 映画監督、演出家、脚本家。
- 杉尾秀哉 - 2016年から立憲民主党参議院議員（2期目）[注釈 14]。
- 円谷一 - 円谷プロダクション創業者一族。退社後に（2代目）社長を務めた。
- 田英夫 - 元共同通信社記者。元参議院議員（6期）
- 堂本暁子 - 元参議院議員（2期）、元千葉県知事（2期）。
- 帚木蓬生 - 小説家、精神科医。
- 原憲一 - 山陽放送から東京放送報道部出向。JNNカイロ支局長、報道部記者を経て山陽放送に復帰。現・RSKホールディングス会長。
- 堀川とんこう - ドラマプロデューサー、演出家。
- 蒔田尚昊 - 作曲家。ペンネームは冬木透。
- 牧山弘恵 - 2007年から立憲民主党参議院議員（3期目）[注釈 15]。
- 山口敬之 - ジャーナリスト。
- 龍崎孝 - ジャーナリスト、流通経済大学スポーツ健康科学部教授。
- 渡辺岳夫 - 音楽家、作曲家。

## 資産
TBSHDは、傘下の放送局による放送での技術・コンテンツ以外の資産を抱えている。不動産においては、本社・演奏所『TBS放送センター』のある東京都港区赤坂の赤坂サカスの土地・建物をはじめ、横浜市青葉区の緑山スタジオ・シティなどの不動産を保有している。
半導体製造装置およびフラットパネルディスプレイ製造装置を開発・製造・販売にあたる東京エレクトロンは、1963年（昭和38年）にTBS100%出資子会社として設立された。放送事業とは関連が薄かったが、当時の経営陣が出資を頼まれ了承した。80年東証2部上場、84年東証1部（現：東証プライム）に指定替え。
2008年（平成20年）7月29日、TBSがプラザスタイル（旧：ソニープラザ）などのリテール事業を営むスタイリングライフグループ（スタイリングライフ・ホールディングス）の株式を取得して、筆頭株主（51%）となった。11年3月30日、J.フロントリテイリングがスタイリングライフHDの既存株主から40.5%を取得して第2位株主となっている。

## 系列

### 金融系列
初代社長の足立正が三井物産出身であったため、同社や三井不動産と近く、経営不振に陥ったグループ会社「TBS興発」は三井不動産に譲渡されている。過去には、時代劇の再放送を三井グループないしは三井物産食品グループが提供して『三井奥さま劇場』のタイトルで放送したこともあった。
メインバンクも前身のラジオ東京設立当初から三井住友銀行 であり、JNN・JRN共同災害募金の口座も、同行の赤坂支店にのみ設けられている。TBS放送センター内に設置してある企業内ATMも、三井住友銀行ATMだけだったが、のちにTBS放送センター12階に企業内店舗「セブン-イレブンTBS放送センター店」が出店し、同店内にはセブン銀行ATMも設置してある。
2009年（平成21年）に三井グループの社長会である二木会や、三井業際研究所等に加盟したことからわかる通り三井色の強い企業ではあるが、設立時の経緯に鑑みるに旧三井財閥直系企業ではないため、三菱グループや第一勧銀グループ（みずほグループ）とも親しい関係にある。このため、TBSのサブメインバンクである東京三菱銀行（現・三菱UFJ銀行）や第一勧業銀行（現・みずほ銀行）、東京海上火災保険（現・東京海上日動火災保険）、安田火災海上保険（現・損害保険ジャパン）も一時期TBSの大株主であった。
旧三和銀行（現・三菱UFJ銀行）とは取引がなかったが、赤坂通りを挟んで旧TBS社屋のすぐ目の前に三和銀行赤坂支店 があったため、旧社屋時代はTBSのメインバンクだった三井銀行ではなく、三和銀行を給与振込口座に指定している従業員が多かった。

### 新聞系列
東京放送は沿革の項で述べた通り、もともと競願4社を統合して設立された会社であり、そのうち3社が新聞社をバックに設立された会社（毎日系の「ラジオ日本」、読売新聞系の「読売放送」、朝日新聞系の「朝日放送」）であった。

#### 毎日新聞社をめぐる関係
開局当時、ラジオ東京のスタジオは東京・有楽町の毎日新聞東京本社と同じビル（現：新有楽町ビルヂング）に置かれ、人事面でも毎日色が強かった。これは、上記各社のうちで「ラジオ日本」だけが順調に開局準備を進めていたことや、ラジオ東京成立後「ラジオ日本」が建設した演奏所以外の場所で、開局すべく準備していたが、適切な場所が見つからずやむなく「ラジオ日本」が建設した演奏所を使用することになったこと、またレッドパージで毎日新聞社を退職した者が多く入社したことによるものである。
しかしながら、ラジオ東京はこれら新聞各社とは一線を画し、徐々に新聞支配からの脱却が採られていた。ニュースについては、1955年（昭和30年）9月の砂川闘争の取材より、ラジオ東京独自の取材による内容をニュースとして放送することが認められ、以降臨時ニュースを中心に独自取材のニュースも放送されるようになった。

ラジオニュースは、開局当初より読売・朝日・毎日の順番で一日交替制による『三社ニュース』として放送しており、編集権は一切新聞社が掌握していた。このため、出稿社が異なる度、同じ題材を扱うニュースの内容に齟齬（そご）が生じる結果となり、ニュース編集方針に一貫性を欠くきらいがあった。テレビニュースは自社制作ながら、月-土曜日の夜に『三社ニュース』の枠が設けられ、読売・朝日・毎日各社の記者が出演して放送された。後にテレビ版『三社ニュース』は各社制作のニュース映画に替わり、放送時間も夕方に変更された。
1959年（昭和34年）にJNNが結成される際は、地方局のほとんどが地元新聞社と深い繋がりがあったため、ラジオ東京は、特定の新聞色を出さない条件でニュースネットワークへの参加を地方局に呼びかけた。このため、同じ新聞3社が出資していながら読売色が強かった日本テレビに対して、ラジオ東京は全国ネットワークの形成で優位に立った。
1961年（昭和36年）、創立以来均衡を保った新聞各社出身の常勤役員は毎日出身者のみとなったが、却ってこれら毎日出身役員を中心に自主性が強まり、むしろ新聞色の薄い局と呼ばれるようになる。
1963年（昭和38年）、東京放送は新聞3社とラジオニュースに関する覚書を交わし、同年4月より海外ニュースを共同通信社経由に切り替え、一部TBS自主取材のニュースを新聞社提供ニュースに挿入できるようになり、編集権の自主権を一部確保した。
1973年（昭和48年）12月20日、読売・朝日・毎日の各首脳が覚書を交わし、読売と朝日が持つ東京放送株は毎日へ譲渡されることとなり、74年2月25日に実施される。このため4月からテレビ『三社ニュース』枠は『毎日新聞ニュース』だけになるが、ラジオの定時ニュースタイトルは『TBSニュース』に変更。完全に編集権は東京放送側に移った。5月30日毎日と東京放送は両社社長連名で相互の協力関係と独自性の尊重をうたった覚書を締結。
1976年（昭和51年）3月、テレビ開局以来の『毎日新聞ニュース』が打ち切られ、代わりに夕方のローカルニュース『テレポートTBS6』（1975年10月放送開始）に毎日新聞が協力することとなった。77年、毎日新聞は経営危機の克服のため東京放送株式の大部分を放出。また逆に、毎日新聞新社 設立時には東京放送が出資することとなり、両社の立場は対等化。これにより東京放送は他のマスコミ系列からの完全独立を果たした。
1978年（昭和53年）、ラジオのプロ野球中継（『エキサイトナイター』）で、読売ジャイアンツ主催試合を中継するため放送権を持つ読売新聞社と交渉に入り、10月に読売協力の報道・情報番組を放送することで、79年以降のジャイアンツ主催試合の放送権を確保した。こうして4年ぶりにラジオでの『読売新聞ニュース』が復活したが、92年にテレビでの東京佐川急便事件報道で読売と係争関係になり、ラジオナイターの独占中継権も覆ったため、93年に『読売新聞ニュース』の放送を中止。完全独立の立場に戻って現在に至っている。
同様に、系列局であるMBSメディアホールディングス（旧・毎日放送）についても、基は毎日新聞の傘下にあった放送局であったが、毎日新聞の再建を行うにあたり、毎日新聞新社への資本出資関係を結ぶとともに、毎日新聞旧社保有株を旧東京放送（現在の当社）に譲渡してはいるが、毎日新聞からのニュース素材の提供は継続されており、MBSテレビの夕方のニュース番組でも毎日新聞社のスポンサー協賛を受けている。福岡のRKB毎日ホールディングス（旧・RKB毎日放送）はMBSメディアホールディングスに次ぐ第2位の筆頭株主であり、最もJNN系列において毎日新聞社との関係が深い。
毎日新聞社と放送局との報道関係では衛星放送の独立局である日本BS放送（BS11・ビックカメラグループ）が毎日新聞グループであったメガポート放送を吸収合併した影響で最も関係が深いとされており、日本BS放送の本社社屋は毎日映画社と併設されている。そのほか、毎日系列地方紙の福島民報をバックに持つラジオ福島、福島テレビ、下野新聞をバックに持つ栃木放送、とちぎテレビも関係が深い。

#### 毎日以外との関係
毎日以外では日本経済新聞社、中日新聞社、産経新聞社との間にもつながりがある。

日本経済新聞社は、日本経済新聞の源流である中外物価新報が、三井物産の手により創刊された経緯があり、事実上の同根企業となっている。日経・テレビ東京との共同出資によるParaviが事業化されているほか、日経・毎日両紙との共同事業も存在する。
中日新聞社は、東京本社を設けて東京新聞・東京中日スポーツを発行しているほか、JNN五社連盟・JRNの主要局中部日本放送（CBCテレビ・ラジオ）の設立に関与した縁がある。TBSグループはテレビ・ラジオで東京新聞のCMを放送している。
産経新聞社は、事業が完全に競合するフジサンケイグループの一員だが、ラジオに限ってCMを放送している。TBS系列局では他にRKBテレビが九州・山口特別版のCMを放送している。

### 事業会社同士のつながり
三井物産、三井広報委員会加盟企業以外では、小田急電鉄との関係が深い。旧TBS興発の分譲地緑山スタジオ・シティが立地する土地を購入して以来の付き合いがあり、『テレポート6』以来、平日夕方のローカルニュース枠のスポンサーを続けている。

## 資本構成
「TBSホールディングス」「東京放送ホールディングス」および「東京放送（2009年3月31日以前）」の資本構成。
企業・団体の名称、個人の肩書は当時のもの。出典：

### 2025年3月31日
出典:
| 発行済株式総数 | 株主数 | 自己株式    | 自己株式 |
| -------------- | ------ | ----------- | -------- |
| 165,591,065株  | 12,325 | 1,871,712株 | 1.13%    |

| 株主                                                   | 株式数     | 比率  |
| ------------------------------------------------------ | ---------- | ----- |
| 日本マスタートラスト信託銀行（信託口）                 | 15,938千株 | 9.74% |
| 日本マスタートラスト信託銀行（退職給付信託口・電通口） | 9,310千株  | 5.69% |
| MBSメディアホールディングス                            | 8,848千株  | 5.40% |
| 日本カストディ銀行（信託口）                           | 5,769千株  | 3.52% |
| 三井不動産                                             | 5,713千株  | 3.49% |
| NTTドコモ                                              | 5,713千株  | 3.49% |
| 日本生命保険                                           | 5,006千株  | 3.06% |
| STATE STREET BANK AND TRUST COMPANY 505001             | 4,934千株  | 3.01% |
| ビックカメラ                                           | 4,190千株  | 2.56% |
| 講談社                                                 | 3,771千株  | 2.30% |

## 安定株主の不在
上記の歴史から、東京放送は在京キー局で唯一新聞社との関係が薄く、大口の安定株主が存在せず買収されやすいと言われていた。2005年2月のライブドアによるニッポン放送株取得を受け、日興プリンシパル・インベストメンツに新株予約権を割り当てるポイズンピルや第三者割当増資を行うなどの防衛策を実施したが、同年10月の楽天による株式の大量取得を防ぐことはできなかった。しかし、2009年4月の認定放送持株会社への移行に伴い、特定株主の出資比率が3分の1に制限され、楽天は経営権の取得が不可能になったことから、同年3月31日、東京放送（当時）に対し、保有全株式の買い取りを請求し、楽天による一連の経営権問題は収束した。

### 楽天による一連の経営権問題
- 2005年（平成17年）
  - 10月13日、ネット関連事業大手の楽天が系列会社の楽天メディア・インベストメント等を通し、東京放送の全発行済み株式の15.46%を取得した旨株式大量保有報告書を関東財務局に提出するとともにその事実を発表した。
  - 10月26日、楽天はさらに東京放送の普通株式を買い増し、19.09%の株式を保有している旨を関東財務局に報告・発表した。
  - 10月14日、村上世彰が代表を務める村上ファンドが系列会社を通し、東京放送の全発行済み株式の7.45%を取得している事が、関東財務局に提出された株式大量保有報告書にて明らかになった。
  - 東京放送は安定株主対策として、毎日放送や電通に第三者割当増資を行った他、系列局に対しても株式の取得を要請した。
  - 11月30日、東京放送と楽天は、
    - 「放送とインターネットの連携」協議・検討する「業務提携委員会」の設置。
    - 楽天は経営統合の提案を一旦取り下げる。
    - 協議期間中、楽天は東京放送株式の保有比率を10%未満まで低下させる。これを超える保有TBS株式についてはみずほ信託銀行に信託する（信託分の東京放送株式の議決権は同銀行に移行する）。
    - 楽天の東京放送に対する最終的な出資比率等については、両者で協議する。
    - 協議期間については2006年（平成18年）3月31日までとし、延長できるものとする。

  - 以上を要旨とした覚書を取り交わし、両社は敵対的状態から和解した。
- 2006年（平成18年）
  - 8月24日、東京放送は自社およびJNN/TBS系列各局の財政基盤を強固にする事を目的として「放送持株会社」を新設し、自社の放送事業と一部系列地方局をその傘下に置く持株会社制への移行を検討していることが分かった。
  - 12月1日、ABCマート会長の三木正浩が経営するイーエム・プランニングが、東京放送株5.05%を取得し、楽天に次ぐ第2位の株主となったことが判明した。
  - 12月27日、イーエム・プランニングの持株比率が7.76%に増加した（同日、関東財務局に提出された大量保有報告書の報道による）。
- 2007年（平成19年）6月18日、イーエム・プランニングが、TBS株の6%強を売却し、株式保有率が3.35%に低下していたことが判明した。
- 2008年（平成20年）
  - 11月5日、東京放送が臨時取締役会を開き、認定放送持株会社に移行する事を決議した。具体的には、東京放送が保有するテレビ放送免許を、既にテレビ事業の送信以外の現業を担当しているTBSテレビに承継しテレビ放送事業を完全に分社化、東京放送は純粋持株会社化し「株式会社東京放送ホールディングス（略称・TBSホールディングス：TBSHD）」に商号変更、TBSテレビの略称を『TBS』に変更する。
  - 12月16日、 東京放送が認定放送持株会社制移行を議案とする臨時株主総会を開き、株主の賛成多数により2009年4月1日付での認定放送持株会社への移行、およびTBSテレビへのテレビ放送免許の承継及び事業分割が承認された。
- 2009年（平成21年）
  - 3月12日、総務大臣から同年4月1日付で「東京放送ホールディングス」を認定放送持株会社に認定、及びテレビ放送免許のTBSテレビへの承継が許可された。
  - 3月31日、楽天は、会社法[注釈 22] に基づいて「反対株主の株式買取請求権」を行使、東京放送に対して同社が保有する全ての東京放送株の買取を請求した。
  - 4月1日、株式会社東京放送ホールディングス（TBSHD）に商号を変更しテレビ放送事業を分割、放送持株会社体制に移行した。
  - 7月27日、TBSHDは、「反対株主の株式買取請求権」を行使した楽天ほか1名の株主の内、楽天に対し買取代金の仮払いを行うことで両者が合意したと発表した。仮払い額は400億円で、支払いは同年7月31日に実施された。「仮払い」となった理由は、TBSHDが同年5月1日に当該株式について東京地裁に対し「買取価格決定の申立て」を行ったが発表日現在係属中の為であり、買取価格決定後決定価格にて精算される。
- 2011年（平成23年）5月10日、同年4月19日付で東京地裁が買取請求した楽天側の特別抗告を却下し、確定した買取金額での買取りが完了した。これにより、TBSHDと楽天との経営権問題は完全に終結した。なお、TBSHDは買取った株式は当面自社保有するとしている。

## 主なグループ会社
系列放送局各社に関しては「ジャパン・ニュース・ネットワーク（JNN）」、「ジャパン・ラジオ・ネットワーク（JRN）」の項目を参照。

### メディア・コンテンツ事業
- 株式会社TBSテレビ（100%）
- 株式会社TBSラジオ（100%）
- 株式会社BS-TBS（100%）
- 株式会社TBSスパークル（100%）
- 株式会社TBSグロウディア（100%）
- 株式会社TBSアクト（100%）
- 株式会社THE SEVEN（100%）
- 株式会社CS-TBS（90.0%）
- TOKYO BROADCASTING SYSTEM INTERNATIONAL, INC.（100%）
- 株式会社Seven Arcs（100%）
- 株式会社TBSメディア総合研究所（100%）
- TCエンタテインメント株式会社（51%）
- 株式会社日音（100%）
- 株式会社マンガボックス（51%）

### ライフスタイル事業
- 株式会社スタイリングライフ・ホールディングス（51%）
  - 株式会社ライトアップショッピングクラブ（スタイリングライフ・ホールディングス100%）
  - 株式会社CPコスメティクス（同上）

### 不動産・その他事業
- 赤坂熱供給株式会社（70%）
- 株式会社TBSヘクサ（100%）
- 株式会社TBS企画（100%）
- 株式会社緑山スタジオ・シティ（100%）
- 株式会社TBSサンワーク（100%）
- 株式会社やる気スイッチグループホールディングス（78%）[42]

### 持分法適用会社
- 碧芯珞（上海）化粧品有限公司（49.0%）
- 株式会社リトプラ（24.7%）
- 株式会社U-NEXT（20.0%）[26]
- 株式会社WOWOW（15.9%）

## その他出資会社
東京エレクトロン（前述） やスカパーJSATホールディングス、パスコ、JOCDN、JNN各社を含む70社程度に出資している。
過去にはキングレコード、イー・モバイル（現：ソフトバンク）、キッズステーションにも出資していた。

## 関連法人
学校法人東放学園
東放学園専門学校、東京アナウンス学院などを運営している。放送・映像・音響技術者、アナウンサー・ナレーター、テレビタレントなど、メディア関連人材の養成機関である。東京放送の教育事業本部を母体として発足した経緯があり、実習用放送機材にTBSや東通の払い下げが使われている。学校法人のため、TBSHDとの資本的な関係こそ無いものの、今もなおTBS放送センターの現場実習や講師や管理職の大半をグループ社員からの出向者としている等でTBSグループとの繋がりは深い。

## 毎日新聞グループホールディングスとの関係
1974年、在京キー局各社と新聞社の明確な系列の資本関係を明らかにするにあたり、TBSは毎日新聞社に資本関係と報道協定関係を一本化した。その後毎日新聞社本体の経営環境が悪化し、1977年の経営の上下分離化により新たに設立された「毎日新聞株式会社」 にTBSが資本参加するが、毎日新聞社は保有していたTBSの株式の大半を、準キー局の毎日放送（現・MBSメディアホールディングス）に譲渡。これにより新聞資本は薄らいだが、引き続きラジオ・テレビのニュース素材の提供などは一部毎日新聞社から受けている。実際、『テレポートTBS6』においても、番組のごく初期に取材協力という形で番組に協賛し、東京本社の編集委員がコメンテーターを担当していた時期があった。
同様にMBSメディアホールディングス（旧・毎日放送）についても、もとは毎日新聞の傘下にあった放送局であったが、毎日新聞の再建を行うにあたり、毎日新聞新社への資本出資関係を結ぶとともに、毎日新聞社保有株をTBSホールディングス（旧・東京放送）に譲渡している。こちらでも毎日新聞からのニュース素材の提供は継続されたほか、MBSテレビの夕方のニュース番組でも毎日新聞社のスポンサー協賛を受けており、1994年8月までは『MBSナウ』において取材協力という形で協賛していた。福岡のRKB毎日ホールディングス（旧・RKB毎日放送）はMBSメディアホールディングスに次ぐ第2位の筆頭株主であり、JNN系列において毎日新聞社との関係が最も深く、こちらも夕方のニュース枠において、取材協力による協賛を受けている。
毎日新聞社と放送局との報道関係では衛星放送の独立局である日本BS放送（BS11・ビックカメラグループ）が毎日新聞グループであったメガポート放送を吸収合併した影響で最も関係が深いとされており、日本BS放送の本社社屋は毎日映画社と併設されている。その一方、毎日新聞社を通じたTBSテレビとの間接的な関係から、TBSスパークルが日本BS放送の番組への制作協力を行うことがある他、同社のキャスター室に所属するフリーアナウンサーが日本BS放送の番組に出演することがある。
また、MBSラジオとサービスエリア圏が一部重複し、JRN・NRNクロスネット加盟局の和歌山放送 も、毎日新聞社が筆頭株主で報道協定を結んでおり、夕方の『wbsニュース5』でも毎日新聞社協賛の企画が放送されている。

## 読売新聞社との関係
開局当初から1974年までは、上記の通り朝日・毎日・読売の全国紙大手3社との共同出資であったのが、毎日新聞と提携先を一本化した後の1979年に、読売新聞社（当時の東京本社）とラジオ関東（現・ラジオ日本）から、読売ジャイアンツ主管試合のラジオ中継 を購入する見返りに、TBS側は毎日新聞社とは別に、ラジオ限定で読売新聞社との協賛を結んだニュースコーナーを、主に日中のワイド番組のコーナーとして放送した時期があった。またテレビの「情報デスクToday」では一貫して読売出身の秋元秀雄がメインコメンテーターを務めていた。

## かつてのグループ会社

### TBS興発
TBSは事業多角化の一環として、本社北隣にテナントビル「TBS会館」を建設するが、この会館の管理を目的に、1964年（昭和39年）10月、TBS100%出資の子会社「TBS会館」を発足させた。当初はこの会館の貸ビル事業のみを行っていたが、66年には不動産ブームの到来とともに、社名を「TBS不動産」に変更し、本格的に不動産事業に進出し、さらに72年には「TBS興発」に改名し、レジャー産業にも手を伸ばした。
小田急小田原線柿生・美山台の宅地分譲（約6万平方メートル）、逗子・披露山庭園住宅、塩尻・塩嶺高原別荘分譲などを始め、マンションの分譲、原宿の東郷記念館、東郷文化会館（パレフランス）、新潟・TBS石打スキー場、大和・浦和でのボウリング場、戸田フィッシングパークなど、不動産事業を手始めにファッションビジネスからレジャー産業分野までに経営を拡大した。だが、72年8月に買収したハワイのインペリアル・ハワイホテルは、買収資金の殆どを借入金で賄ったことから、金利負担が重く、TBS本社との共同事業ではじめた北海道の苫小牧カントリークラブ、TBS樽前ハイランド別荘分譲などは、建設費の高騰と積雪のための長期閉鎖の影響で、資金繰りの苦しさは輪をかけた。そのため、どの当社管理施設であっても外注制作のテレビ映画を含んだTBSが製作したテレビドラマのロケ地とすることが多かった。
不動産ブームの渦中には黙っていても儲かったが、74年末から不動産ブームも終息してくると、厳しい金融引き締めの中で、TBS興発の不動産部門も売上が思わしくなくなり、業績の足を引っ張った。そのため親会社であるTBS本体も50億円の保証をしており、本体の金繰りが苦しい時に、子会社の面倒まで見切れない状況となった。こうしたことから、TBSの今道潤三、諏訪博の両首脳が三井銀行の小山五郎社長をなかに立て、三井不動産の江戸英雄、坪井東の会長・社長にTBS興発の売却を依願し、1975年（昭和50年）4月1日、TBS興発は三井不動産に譲渡された が、TBS会館の管理は東京放送の直営に移管された。

### TBSブリタニカ
出版社。基はイギリスのエンサイクロペディア・ブリタニカ社、並びに酒造メーカー・サントリーの合弁事業で、『ブリタニカ国際大百科事典』日本語版の翻訳・発売が目的だった。のちにTBSのテレビ番組と連動したメディアミックス書籍も出版したほか、『FIGARO japon』『ニューズウィーク日本版』など雑誌も手掛けるようになり事業を拡大した。
2000年にブリタニカ社が新たな日本法人ブリタニカ・ジャパンを設立して百科事典関連事業を移管し、残りの事業も2002年に阪急電鉄に事業譲渡して阪急コミュニケーションズとなる。その後阪急阪神東宝グループは当社をカルチュア・コンビニエンス・クラブに再譲渡し、現在はCEメディアハウス（旧・CCCメディアハウス）の社名で事業を続けている。

## スポーツ関連
- 横浜F・マリノス - 公式スポンサー
- 横浜DeNAベイスターズ - 2002年から2011年までオーナー企業（後述）
- 日本女子オープンゴルフ選手権競技 - 1968年度第1回大会から70年度第3回大会まで、『TBS女子オープンゴルフ』として東京放送が主催[45]。
- 三井住友VISA太平洋マスターズ - 三井住友カード、太平洋クラブと共同主催

### プロ野球との関係
2002年（平成14年）1月26日から11年12月2日まで、セ・リーグ所属のプロ野球チーム・横浜ベイスターズ（現：横浜DeNAベイスターズ）のオーナー会社であった。
同球団との関わりは古く、60年に前身の大洋球団と独占契約を締結して、放映権を獲得した。これは日本テレビの後楽園球場独占に対する対抗策として行ったものであり、フジテレビやNETテレビ（現：テレビ朝日）、NHKには各局が持つ放映権と引き替えの条件付で解放した。その後、前述の各局が放送できない年数試合については日本テレビ・東京12チャンネル（現：テレビ東京）にも開放した。

しかし、1975年（昭和50年）にNETテレビが大洋球団のテレビ独占中継権を獲得。これにより一部のカードは78年までNET→テレ朝経由での放映権購入となる。次いで78年にラジオの巨人戦中継権絡みでニッポン放送が大洋球団のラジオ独占中継権を獲得したため、TBSテレビ・ラジオの優位は崩れた。なお、同年10月に国土計画（現：コクド）が45%保有していた大洋球団株を放出することになり、その約15%を引き受けた（前述）。
1992年（平成4年）、「横浜ベイスターズ」に球団名を変更した同球団を、01年のオフにオーナー会社であったマルハ（現：マルハニチロ）が手放すことになり、当初ニッポン放送が買収することとなっていたが、野球協約に抵触していた（ニッポン放送の関連会社であったフジテレビがヤクルト球団株式を20%保有していた）ために、東京放送およびBS-i（現：BS-TBS）がマルハから株式を取得して、オーナー企業になった。

上述のように、東北楽天ゴールデンイーグルスのオーナー企業である楽天が東京放送株の取得を進めていた時期があったため、野球協約の規定により球団を手放す可能性があった。また、当時はUSENなどが球団買収に食指を動かしていた。結局、楽天絡みの懸念は払拭されたものの、肝心の球団経営に失敗したため、ディー・エヌ・エーに持株の大部分を譲渡して、球団経営からは撤退した。親会社でなくなった2012年（平成24年）以降もベイスターズの株を保有しており、テレビ・ラジオ中継を継続してきた。しかし、ベイスターズ戦を含むプロ野球のラジオ中継からは、17年シーズン限りで撤退し（ベイスターズ主催試合のJRN系列局向け裏送りのみを継続していたが、2022年限りで制作業務からも完全に撤退）、現在はJNNネットワークでの地上波、およびBS-TBSでの各種テレビ中継に見られるのみとなった

## 業績推移
| 会計年度 | 売上高  | 営業利益 | 経常利益 | 純利益 |
| -------- | ------- | -------- | -------- | ------ |
| 2002年度 | 294,839 | 24,326   | 23,039   | 10,599 |
| 2003年度 | 295,015 | 25,271   | 23,903   | 4,076  |
| 2004年度 | 301,731 | 22,510   | 21,981   | 9,890  |
| 2005年度 | 306,041 | 16,404   | 15,388   | 13,513 |
| 2006年度 | 318,700 | 25,327   | 26,216   | 13,299 |
| 2007年度 | 315,175 | 20,624   | 23,088   | 19,022 |
| 2008年度 | 372,306 | 18,457   | 19,979   | 1,655  |
| 2009年度 | 351,262 | 3,343    | 3,902    | △2,313 |
| 2010年度 | 342,754 | 7,705    | 9,215    | 103    |
| 2011年度 | 346,538 | 12,162   | 14,313   | 11,671 |
| 2012年度 | 352,351 | 16,188   | 17,671   | 9,173  |
| 2013年度 | 354,338 | 15,696   | 18,096   | 9,644  |
| 2014年度 | 347,817 | 15,728   | 18,915   | 12,811 |
| 2015年度 | 348,539 | 17,179   | 22,678   | 14,497 |
| 2016年度 | 355,363 | 19,878   | 26,207   | 16,136 |
| 2017年度 | 361,954 | 18,800   | 26,923   | 17,182 |
| 2018年度 | 366,353 | 18,572   | 28,835   | 25,205 |
| 2019年度 | 356,796 | 13,103   | 21,274   | 30,174 |
| 2020年度 | 325,682 | 10,841   | 19,233   | 28,072 |
| 2021年度 | 358,269 | 20,346   | 30,707   | 32,008 |

| 会計年度 | 売上高  | 営業利益 | 経常利益 | 純利益 |
| -------- | ------- | -------- | -------- | ------ |
| 2002年度 | 257,564 | 19,860   | 21,923   | 9,123  |
| 2003年度 | 256,663 | 19,503   | 21,896   | 4,028  |
| 2004年度 | 262,913 | 17,619   | 19,072   | 9,104  |
| 2005年度 | 265,695 | 10,783   | 11,649   | 11,152 |
| 2006年度 | 277,400 | 18,229   | 19,732   | 10,367 |
| 2007年度 | 271,404 | 15,231   | 17,994   | 17,174 |
| 2008年度 | 272,764 | 10,310   | 12,777   | △3,801 |
| 2009年度 | 217,919 | △2,682   | △2,355   | △3,678 |
| 2010年度 | 211,150 | 2,978    | 4,410    | △1,878 |
| 2011年度 | 208,581 | 3,861    | 5,766    | 2,657  |
| 2012年度 | 213,172 | 5,376    | 7,097    | 3,916  |
| 2013年度 | 215,743 | 6,966    | 8,658    | 5,710  |
| 2014年度 | 209,335 | 6,300    | 8,221    | 8,317  |
| 2015年度 | 210,353 | 6,650    | 9,519    | 6,349  |
| 2016年度 | 216,717 | 8,725    | 11,703   | 7,745  |
| 2017年度 | 217,152 | 6,299    | 9,224    | 6,960  |
| 2018年度 | 217,381 | 6,838    | 9,768    | 7,246  |
| 2019年度 | 210,384 | 4,418    | 7,327    | 6,255  |
| 2020年度 | 189,615 | 2,449    | 4,736    | 21,793 |
| 2021年度 | 217,450 | 13,180   | 15,328   | 16,233 |